# Rhytidosteus capensis
Il ritidosteo (Rhytidosteus capensis) è un anfibio estinto, appartenente ai temnospondili. Visse nel Triassico inferiore (Induano - Olenekiano, circa 251 - 249 milioni di anni fa) e i suoi resti fossili sono stati ritrovati in Sudafrica e in Russia.

## Descrizione
Questo animale possedeva un corpo massiccio e relativamente piatto, con quattro corte zampe, una coda allungata e un cranio di dimensioni cospicue. Alcune caratteristiche lo distinguevano dalla maggior parte degli altri temnospondili: il cranio era ampio nella parte posteriore, e terminava con un muso appuntito e triangolare. Gli occhi erano posizionati verso la parte medio-posteriore.

## Classificazione
Descritto per la prima volta da Richard Owen nel 1884 sulla base di fossili ritrovati in Sudafrica (Stato Libero dell'Orange), in strati databili all'inizio del Triassico (Induano). Altri fossili, originariamente assegnati a una specie a sé stante (Rhytidosteus uralensis), vennero descritti nella Russia europea e datati a un periodo leggermente più recente (Olenekiano), ma successivamente vennero attribuiti alla specie africana. 

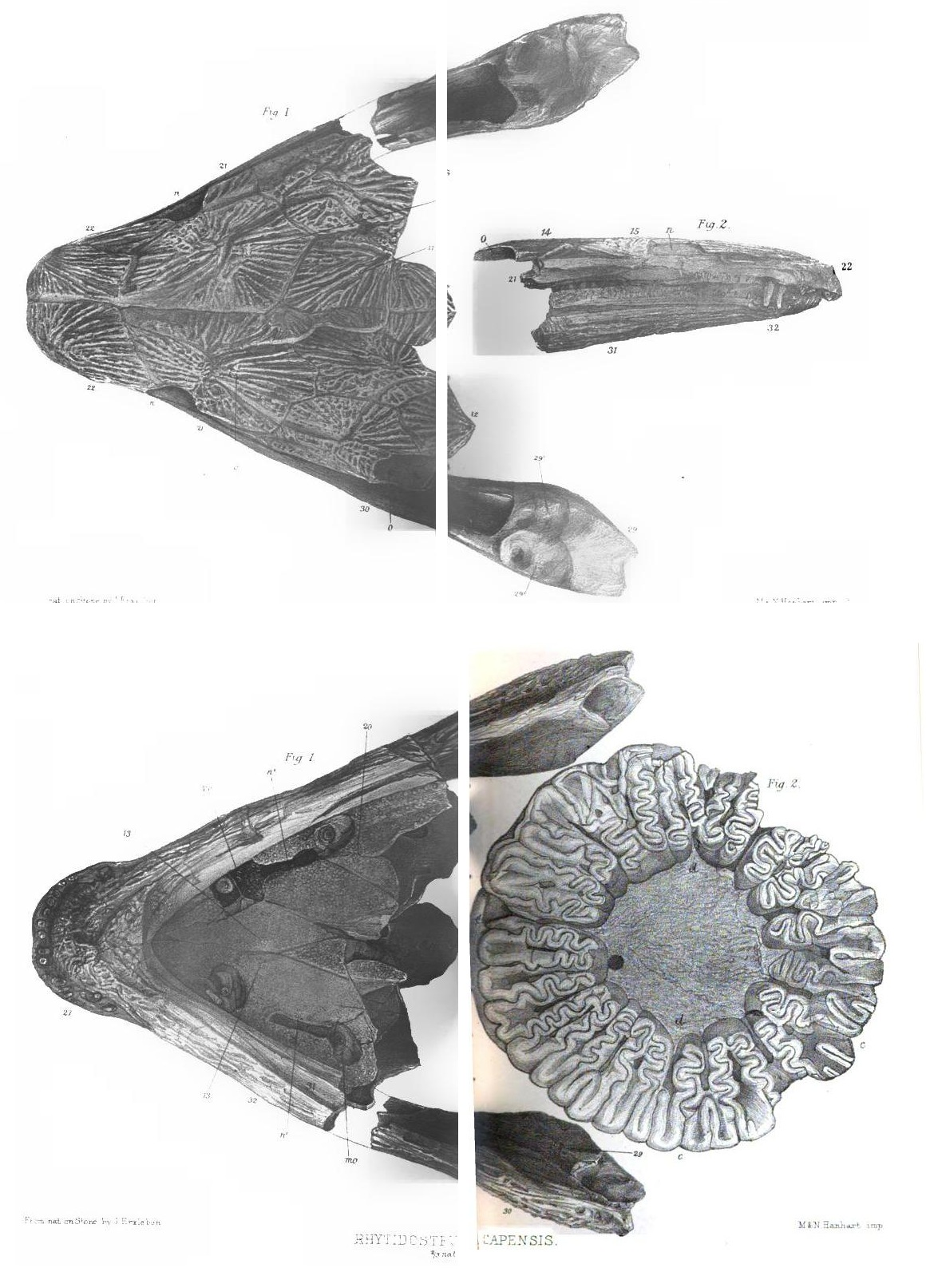
Illustrazione del cranio e della sezione di un dente di Rhytidosteus capensis

Rhytidosteus dà il nome alla famiglia dei ritidosteidi, un gruppo di temnospondili tipici del Triassico e dotati di cranio triangolari e appuntiti. Analisi filogenetiche effettuate nel 2011, però, indicano che le somiglianze tra Rhytidosteus e gli altri ritidosteidi potrebbero essere solo frutto di una convergenza evolutiva (ad esempio il cranio di forma triangolare). Sembra infatti che Rhytidosteus fosse decisamente più basale, come testimoniato da alcune caratteristiche craniche primitive (le suture tra pterigoide e parasfenoide, le superfici articolari dei condili). 